# Vélodrome de Chiba
 (avril 2025).
Si vous disposez d'ouvrages ou d'articles de référence ou si vous connaissez des sites web de qualité traitant du thème abordé ici, merci de compléter l'article en donnant les références utiles à sa vérifiabilité et en les liant à la section « Notes et références ».
Le vélodrome de Chiba (千葉競輪場, Chiba Keirin-jō) est un vélodrome situé dans la ville de Chiba au Japon. Sa piste mesure 500 m de long.